# Sant Salvi dels Ròcs
Sant Salvi dels Ròcs (en francès Saint-Salvy-de-la-Balme) és un municipi francès, situat al departament del Tarn i a la regió d'Occitània.

## Demografia
| 1962                                       | 1968 | 1975 | 1982 | 1990 | 1999 | 2007 |
| ------------------------------------------ | ---- | ---- | ---- | ---- | ---- | ---- |
| 488                                        | 522  | 550  | 634  | 590  | 569  | 575  |
| Des de 1962: població sense dobles comptes |      |      |      |      |      |      |

## Administració
| Període | Identitat    | Partit |
| ------- | ------------ | ------ |
| 2001-   | Jean Richard |        |